# Queen Elizabeth Way

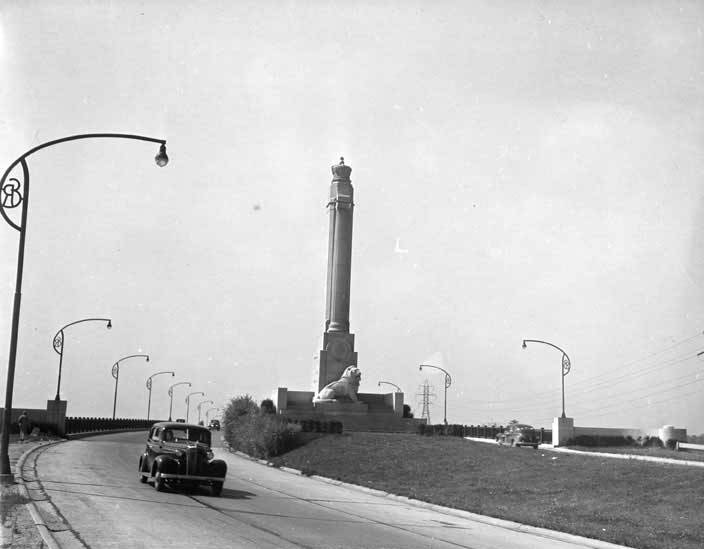
Denkmal zur Einweihung des QEW

Der Queen Elizabeth Way, allgemein unter der Abkürzung QEW bekannt, ist ein Highway in der kanadischen Provinz Ontario. Er führt von der Grenze zu den Vereinigten Staaten am Niagara River bei Fort Erie in die Provinzhauptstadt Toronto und hat eine Gesamtlänge von 139 km die größtenteils am Ufer des Ontariosees verlaufen. Er läuft ganz im Goldenen Hufeisen entlang. Der Highway wurde nach Queen Elizabeth, der Gemahlin von König Georg VI. und Mutter von Königin Elisabeth II., (auch bekannt als Queen-Mum) benannt. Abweichend von den weiteren Highways in Ontario hatte man hier zu Ehren von Queen Elizabeth auf eine Nummerierung verzichtet.

## Streckenführung
Das südliche Ende des Highways befindet sich an der Peace Bridge über den Niagara River. Diese Brücke befindet sich an der Mündung des Flusses in den Lake Erie, die Benutzung der Brücke ist gebührenpflichtig. Unmittelbar nach den kanadischen Zollbehörden beginnt der Highway. Er ist auf der gesamten Strecke als Freeway ausgebaut. Der Highway führt zunächst durch Fort Erie in westlicher Richtung und schwenkt am lokalen Flughafen nach Nordwesten. Der QEW führt auf den ersten 20 km durch die Ebenen Ontarios nach Niagara Falls. In dieser Stadt befindet sich der kanadische Anteil der gleichnamigen Niagarafälle. Östlich der kanadischen Stadt befindet sich auf dem Territorium der Vereinigten Staaten die Stadt Niagara Falls (New York). Die Wasserfälle bzw. die Vereinigten Staaten sind über Highway 420 erreichbar, der hier vom QEW nach Osten hin abzweigt. 7 km weiter zweigt Highway 405 ab, der ebenfalls in die Vereinigten Staaten nach Lewiston führt. Die Route führt nun auf ein 2,2 km langes Brückenbauwerk, den Garden City Skyway. Dieser quert den Welland Canal mit einer Höhe von 40 m. Westlich des Kanals befindet sich die Stadt St. Catharines, die nördlich vom Stadtzentrum durchquert wird. Die Stadt liegt am Ufer des Lake Ontario, dem die Route bis Hamilton folgt. Der QEW verläuft entlang des nördlichen Stadtrands. In einer Bucht des Lake Ontarios, Burlington Bay, befindet sich der Hafen von Hamilton; die Bucht wird vom übrigen See durch eine natürliche Sandbank getrennt. Auch dieses Teilstück über die Sandbank ist als Skyway ausgeführt, damit entsprechend große Transportschiffe an der Hafenzufahrt unter der Fahrbahn durchfahren können. Die Route befindet sich nun in Burlington, im Westen der Stadt befindet sich ein großer Autobahnknoten. In diesem Knoten mündet von Westen her kommend Highway 403 in den QEW ein, der nach Nordosten hin schwenkt. Gleichzeitig bildet die Verlängerung der bisherigen Richtung des QEW nach Nordwesten hin der Highway 407, die mautpflichtige Nordumgehung von Toronto. Der QEW und Highway 403 führen nun gemeinsam durch Oakville. Nördlich dieser Stadt trennen sich die beiden Highways wieder, Highway 403 führt nach Nordwesten, der QEW nach Nordosten durch Mississauga. Im Nordosten dieser Stadt beginnt Highway 427, der zum Toronto Pearson International Airport führt. Damit ist die Stadtgrenze von Toronto erreicht und der Queen Elizabeth Way endet damit, die Route wird unter kommunaler Verwaltung als Gardiner Expressway weitergeführt, bis 1997 führte auch dieser Highway die QEW-Bezeichnung.

## Geschichte
Bereits in den 1910er Jahren wurde der Vorläufer des Queen Elizabeth Way als Küstenstraße gebaut. Angeregt durch den Bau der deutschen Autobahnen wurde der QEW als neuartige Konstruktion in den 1930er Jahren geplant. Wie auch bei den Autobahnen wurden durch einen Mittelstreifen getrennte Fahrspuren vorgesehen. Die Zufahrten zum Highway wurden nicht mehr niveaugleich ausgeführt sowie Kreuzungen von Straßen wurden durch Bauwerke (Brücken) ersetzt.